# Alvaro Estrella
Alvaro Raul Estrella Zapata, född 14 augusti 1980 i Sollentuna församling, är en svensk sångare och dansare med chilenskt ursprung.

## Biografi
Estrella deltog i första semifinalen av Melodifestivalen 2014 i Malmö Arena med bidraget "Bedroom". Han har även medverkat som bakgrundsdansare och körsångare i Melodifestivalen under flera år till bland annat Danny Saucedos bidrag "Amazing" 2012. Han medverkade även i Eric Saades bidrag Popular i Eurovision Song Contest 2011. Utanför tävlingen har han dansat och körat för bland andra Måns Zelmerlöw, Ola Svensson, Darin och Carola. Han vann Melodifestivalens webbpris som Årets dansare 2012. Bedroom gick in som veckans högst placerade Melodifestivalslåt på plats 9 på Digilistan 9 februari 2014.
I september 2016, efter två års frånvaro, släppte Alvaro sin nya singel "Side X Side". Denna gång i samarbete med Amanuel AD Dermont, Ninos Hanna och Jenson Vaughan som arbetat med bland andra Mohombi, Britney Spears, Madonna. Han tävlade med Méndez i Melodifestivalen 2020 med låten "Vamos Amigos". Han medverkar även i Melodifestivalen 2021 med låten "Baila Baila". Han deltog i tredje deltävlingen där han tog sig till andra chansen där han tog sig till final. Ett år senare deltog han i den andra deltävlingen av Melodifestivalen 2022 med bidraget "Suave", där han kvalificerat sig till semifinal (tidigare andra chansen).

## Teater

### Roller
| År   | Roll                       | Produktion                                                              | Regi          | Teater       |
| ---- | -------------------------- | ----------------------------------------------------------------------- | ------------- | ------------ |
| 2018 | Chino                      | West Side Story Leonard Bernstein, Arthur Laurents och Stephen Sondheim | Kasper Holten | Malmö Opera  |
| 2021 | Ensemble Joey (understudy) | Saturday Night Fever Robert Stigwood                                    | Anders Albien | Chinateatern |